# Der var engang en vicevært
Der var engang en vicevært er en dansk spillefilm fra 1937 instrueret af Alice O'Fredericks og Lau Lauritzen Jr. efter manuskript af Alice O'Fredericks, Lau Lauritzen Jr. og Børge Müller.

## Handling
Christensen er vicevært i en ejendom i den indre by. Han er ungkarl og har taget en lille, fattig pige til sig. Det er småfolk, som befolker huset, og den gemytlige og godmodige vicevært er som en far for dem. En dag bukker en af ejendommens arbejdsløse skuespillere under og åbner for gassen. Christensen får reddet hende i sidste øjeblik og sender hende ud til sin tantes lille husmandssted, uden at hun ved, at han længe har haft et godt øje til hende.

## Medvirkende
Blandt de medvirkende kan nævnes:
- Osvald Helmuth
- Connie Meiling
- Børge Rosenbaum
- Sigurd Langberg
- Asta Hansen
- Poul Reichhardt
- Inger Stender
- Lulu Ziegler
- Sigfred Pedersen
- Torkil Lauritzen
- Erika Voigt
- Bjørn Spiro

## Eksterne links
- Der var engang en vicevært på Internet Movie Database (engelsk)
- Der var engang en vicevært på Filmdatabasen
- Der var engang en vicevært på danskefilm.dk
- Der var engang en vicevært på danskfilmogtv.dk
- Der var engang en vicevært på The Movie Database (engelsk)